# Christoffer Sundgren
Christoffer Sundgren (* 31. Juli 1989 in Sveg) ist ein schwedischer Curler. Derzeit spielt er als Lead im Team von Niklas Edin.

## Karriere
Sundgren spielte erstmals international bei der Juniorenweltmeisterschaft 2009 als Lead des schwedischen Teams um Skip Oskar Eriksson und wurde dort Vierter. Bei der Juniorenweltmeisterschaft 2011 war er als Ersatzspieler dabei und gewann die Goldmedaille.
Bei seiner ersten Weltmeisterschaft gewann er 2014 als Lead im Team von Oskar Eriksson die Silbermedaille; im Finale verloren die Schweden gegen Norwegen mit Skip Thomas Ulsrud. Die Revanche folgte im gleichen Jahr bei der Europameisterschaft, als die Schweden, wieder mit Sundgren als Lead und mit Niklas Edin als Skip, die Norweger im Finale schlugen. Bei der Weltmeisterschaft 2015 kam es erneut zu dieser Finalpaarung und auch diesmal behielt Sundgren zusammen mit der schwedischen Mannschaft die Oberhand. Es folgte eine Goldmedaille bei der Europameisterschaft 2015; im Finale gewann das schwedische Team gegen die Schweiz mit Peter de Cruz. Die Siegesserie riss bei der Weltmeisterschaft 2016, bei der Sundgren nur auf den sechsten Platz kam. Bei der Europameisterschaft 2016 wurde dann aber wieder die Goldmedaille gewonnen, erneut durch einen Sieg gegen die Norweger und Thomas Ulsrud. Bei der Weltmeisterschaft 2017 konnte Sundgren in das Finale einziehen; die Schweden unterlagen dort aber Kanada mit Skip Brad Gushue und gewannen die Silbermedaille. Bei der Europameisterschaft im gleichen Jahr gelang ihm mit den Schweden der vierte Sieg in Folge, nachdem im Finale die schottische Mannschaft mit Skip Kyle Smith geschlagen werden konnte. Bei der Weltmeisterschaft 2018 kam es zu einer Neuauflage der Finalpaarung von 2017. Diesmal behielten Sundgren und das schwedische Team mit einem 7:3-Sieg gegen die Kanadier um Brad Gushue die Oberhand und gewannen die Goldmedaille.
Sundgren vertrat mit seinen Teamkollegen (Skip: Niklas Edin, Third: Oskar Eriksson, Second: Rasmus Wranå, Alternate: Henrik Leek) Schweden bei Wettbewerb der Herrenmannschaften den Olympischen Winterspielen 2018. Nach sieben Siegen und zwei Niederlagen schlossen sie die Round Robin als Erster ab. Im Halbfinale besiegten sie die Schweiz mit Skip Peter de Cruz. Im Finale unterlagen sie der US-amerikanischen Mannschaft um John Shuster mit 7:10 und gewannen die Silbermedaille.
Bei den Olympischen Winterspielen 2022 in Peking trat Sundgren mit dem gleichen Team wie 2018 in Pyeongchang an. Erneut beendeten sie die Round Robin mit 7 Siegen und 2 Niederlagen, allerdings nur als Zweite hinter Großbritannien um Skip Bruce Mouat. Das Halbfinale gewannen sie mit 5:3 gegen den späteren Bronzegewinner Kanada. Im Finale trafen sie auf Großbritannien und wurden mit 5:4 nach 11 Ends Olympiasieger.